# Jacek Lewandowski
Jacek Lewandowski (ur. 28 maja 1942) – polski brydżysta, Mistrz Międzynarodowy, zawodnik drużyny Jagielloński Ośrodek Kultury JOK Łódź.

## Wyniki brydżowe

### Wyniki europejskie
W europejskich zawodach zdobył następujące lokaty:
| Zawody europejskie. Konkurencja par | Zawody europejskie. Konkurencja par | Zawody europejskie. Konkurencja par | Zawody europejskie. Konkurencja par | Zawody europejskie. Konkurencja par | Zawody europejskie. Konkurencja par |
| Rok                                 | Miejsce                             | Zawody                              | Kategoria                           | Partner                             | Pozycja                             |
| ----------------------------------- | ----------------------------------- | ----------------------------------- | ----------------------------------- | ----------------------------------- | ----------------------------------- |
| 1999                                | Warszawa                            | 10. Mistrzostwa Europy Par          | Open                                | Gabstka                             | 236                                 |
| 1999                                | Warszawa                            | 10. Mistrzostwa Europy Par          | Seniorzy                            | Edward Mikołajczyk                  | 3                                   |